# Itaqui
Itaqui est une municipalité brésilienne du Sud-Ouest du Rio Grande do Sul, microrégion Campanha occidentale, située près de la frontière de l'Argentine, sur la rive gauche du rio Uruguai, entre Uruguaiana et São Borja.

## Histoire
La surnom d'Itaqui, « La Porte du Rio Grande do Sul », est historiquement prouvée, puisque son territoire servit de porte d'entrée pour les débuts du « contact de notre terre avec la civilisation occidentale ». (Barbosa Lessa).

## Patronage
Pour les catholiques romains, saint Patrick est le patron d'Itaqui, en plus d'être celui de l'Irlande et des ingénieurs.

## Culture
La ville a un du plus anciens théâtre de l'Amérique du Sud. Le Théâtre Prezewodowski a été construit en 1883.
La ville compte de grands noms de la musique régionale et traditionnelle gaúcha. Quelques noms de renommée nationale : Elton Saldanha, Bonitinho, João Sampaio et Kide Grande.

## Économie
L'activité principale de la municipalité est l'agriculture, en particulier soja, le blé et le riz.
Le Brésil est aujourd'hui le plus grand producteur et consommateur de riz d'Occident. Itaqui est le 2e producteur de riz de l'État et la compagnie Camil est la plus grande productrice de riz d'Amérique latine. Son nom se retrouve sur le riz, l'huile du soja et les haricots. La société a été créée dans la ville en 1963.
La filiale d'Itaqui, de l'entreprise « Josapar », de Pelotas, produit du riz sous le nom de marque Tio João et est la 2e plus grande productrice de riz d'Amérique latine.
Le bétail, avec les races Angus, Hereford, Charolaise, Simmental et beaucoup d'autres variétés contemporaines, résultat du croisement avec des races plus anciennes comme la Santa Gertrudis, est aussi une activité importante de la municipalité.
- Revenu per capita (2000) : R$ 213,25 (Change 2000 : R$1,00 = 4,00 FF)
 Atlas du Développement Humain/PNUD
- PIB per capita (2003) : R$ 13.731 (Change 2003 : 1,00€ = R$ 3,00) Source : FEE

## Maires
| Période | Période | Identité                 | Étiquette | Qualité              |
| ------- | ------- | ------------------------ | --------- | -------------------- |
| 2000    | 2004    | José Silas Dubal Goulart | PMDB      | élu avec 7 541 voix  |
| 2004    | 2008    | Bruno Silva Contursi     | PDT       | élu avec 11 477 voix |
| 2008    | 2012    | Gil Marques Filho        | PDT       | élu avec 9.940 voix  |

## Démographie
- Espérance de vie : 76,34 ans (2000) Source : FEE
- Coefficient de mortalité infantile (2005) : 4,73 pour 1000 Source : FEE
- Taux d’analphabétisme (2000) : 8,61 % Source : FEE
- Croissance démographique (2005) : 1,31 % par an
- Indice de développement humain (IDH) : 0,801
Atlas du développement humain PNUD - 2000
- 49,87 % de femmes
- 50,13 % d'hommes
- 87,56 % de la population est urbaine
- 12,44 % de la population est rurale

## Sources
- (pt) O Portal do Rio Grande, Tanira Rodrigues Soares.
- (pt) Itaqui, Iara Maria Pazetto Rossi (2002).